# Altena
Altena  — нідерландське підприємство з виготовлення мотоциклів та автомобілів.
Засноване Антоном фан Алтена в 1900 році. Починаючи з 1902 року, відоме як Харлемська фабрика з виробництва авто та мотоциклів.
Спочатку компанія встановлювала двигуни De Dion-Bouton, але з 1902 року почала виготовляти власні. Основним продуктом виробництва були мотоцикли. Підприємство оголошено банкрутом у 1906 році. За весь час фабрикою виготовлено близько 40-50 автомобілів.